# Poznańskie Ziemstwo Kredytowe
Poznańskie Ziemstwo Kredytowe – publiczno-prawna instytucja kredytowa istniejąca w latach 1821–1948, zajmująca się wyłącznie organizacją długoterminowego kredytu rolnego.

## Powstanie Ziemstwa Kredytowego
Ziemstwo Kredytowe powstało w 1821 r. pod nazwą „Landschafta Poznańska”, które stanowiło pierwszą polską instytucją udzielającą kredytów w zaborze pruskim. W 1883 r. zmieniono nazwę na „Posener Landschaft”. Ziemstwo było stowarzyszeniem właścicieli nieruchomości ziemskich, obejmujące trzy województwa, tj. poznańskie, pomorskie i śląskie. Celem Ziemstwa było udzielanie korzystnych kredytów polskim przedsiębiorcom i właścicielom ziemskim. W 1890 r. powstał przy Ziemstwie bank, który od 1896 r. nazwano Bankiem Poznańskiego Ziemstwa Kredytowego.

## Statut Ziemstwa Kredytowego
Na podstawie rozporządzenie Rady Ministrów z 1922 r. w przedmiocie statutu Poznańskiego Ziemstwa Kredytowego nadano statut, który uchwalony został na walnym zebraniu Poznańskiego Ziemstwa Kredytowego w dniach 4 i 5 lutego 1921 r. Jednocześnie tym rozporządzeniem nadano statut Bankowi Poznańskiego Ziemstwa Kredytowego. Celem statutu było przystosowania funkcji i zadań Ziemstwa do panującego ustroju politycznego. Działalność Ziemstwa Kredytowego polegała głównie na emitowaniu listów zastawnych, których sprzedaż odbywała się na ryzyko osoby biorącej pożyczkę.
Wykonanie rozporządzenia poruczono Ministrowi Rolnictwa i Dóbr Państwowych. Jego stałym delegatem w sprawie Ziemstwa Kredytowego był Komisarz Państwowy.

## Charakterystyka Ziemstwa Kredytowego
Poznańskie Ziemstwo Kredytowe było stowarzyszeniem właścicieli dóbr ziemskich i leśnych woj. poznańskiego, mający na celu uzyskanie kredytu dla swoich członków. Ziemstwo Kredytowe powstało celem uzyskania funduszów potrzebnych do wspieranie majątków ziemskich i osób pragnących otrzymać pożyczkę. Ziemstwo było uprawnione do wystawienia obligacji na okaziciela.
Ziemstwo stanowiło osobą prawną i miało siedzibę w Poznaniu.

## Członkostwo Ziemstwa Kredytowego
Członkami Ziemstwa Kredytowego byli właściciele majątków rolnych lub leśnych położonych na terenie woj. poznańskiego, którzy spełniali następujące warunki:
- posiadali majątek ziemski (leśny), który stanowił nieograniczoną własność wnioskodawcy,
- posiadany majątek nie był obciążony innymi ciężarami,
- w przypadku gdy majątek stanowił własność kilku osób, zabezpieczeniu podlegał cały majątek,
- dodatkowym warunkiem było, aby wartość szacunkowa majątku wynosiła co najmniej 3000 marek.

Obcokrajowcy mogli przystąpić do Ziemstwa, wyłącznie na podstawie zezwoleniu udzielonego przez Ministra Rolnictwa i Dóbr Państwowych.

## Udzielanie pożyczek i ustanowienie hipoteki
Ziemstwo Kredytowe udzielało pożyczek w 100 ratach. Pożyczki były wypłacane nie w gotówce, lecz tylko w wydanych przez siebie listach zastawnych. Wysokość pożyczki ustalano na podstawie szacunkowej wartości majątku.
Wysokość uzyskanej pożyczki zapisywano w księgach wieczystych.

## Spłata pożyczki
Spłata pożyczki miała charakter dobrowolny i przymusowy Spłata dobrowolna następowała w przypadku, gdy dłużnik spłacał pożyczkę całkowicie lub częściowo listami zastawnymi lub w gotówce. Spłata przymusowa następowała na skutek wypowiedzenia umowy ze strony Ziemstwa.

## Kierowanie Ziemstwem Kredytowym
Administracja i kierownictwo Ziemstwa spoczywała w ręku Dyrekcji, składającej się z:
- prezydenta,
- syndyka,
- zastępców syndyka,
- generalnego radcy.

Prezydent kierował sprawami Ziemstwa i przewodniczył posiedzeniom Dyrekcji, Komitetu i Walnemu Zebraniu.

## Bank Poznańskiego Ziemstwa Kredytowego
Bank Poznańskiego Ziemstwa Kredytowego był osobą prawną, w którym Ziemstwo Kredytowe nie odpowiadało za zobowiązania Banku Ziemstwa. Bank miał prawo założyć filie. Kapitał zakładowy Banku wynosił 10 000 000 marek.
Bank miał prawo:
- udzielać kredytu właścicielom obdłużonych przez Ziemstwo majątków przez danie pożyczki lub utworzenie bieżącego rachunku,
- udzielać zaliczek posiadaczom ziemskim potrzebującym gotówki na uregulowanie stosunków hipotecznych,
- udzielać kredytu na rachunek bieżący związkom komunalnym i spółkom publiczno-prawnym,
- przyjmować depozyty na rachunek bieżący i na rachunki oprocentowane,
- wykonywać inne czynności bankowe.

## Zmiany w Ziemstwie Kredytowym
Na podstawie rozporządzenia Rady Ministrów z 1923 r. w przedmiocie niektórych zmian statutu Poznańskiego Ziemstwa Kredytowego i Banku Poznańskiego Ziemstwa Kredytowego ustalono, że Poznańskie Ziemstwo Kredytowe jest stowarzyszeniem właścicieli nieruchomości ziemskich województw: poznańskiego, pomorskiego i śląskiego, mającym na celu:
- udzielanie pożyczek na hipoteką nieruchomości ziemskich dla członków swych w myśl statutu,
- podejmowanie na podstawie zezwoleniem Ministra Skarbu innych czynności, mających na celu udzielanie kredytu, dostosowanego do potrzeb rolnictwa.

Stowarzyszeni było odpowiedzialne osobistym majątkiem za zobowiązania Ziemstwa. Ziemstwo było korporacją publiczno-prawną o charakterze powszechnym.
W 1927 r. do statutu Ziemstwa dodano, że Rada Nadzorcza Banku Ziemstwa składa się z 9 członków, w tym z 3 członków Dyrekcji Ziemstwa, oraz 6 członków stowarzyszenia, wybranych przez Sejmik Ziemstwa na okres trzech lat. Rada Nadzorcza nadzorowała oraz kierowała administracją oraz prowadziła interesy Banku Ziemskiego.

## Zniesienie Ziemstwa Kredytowego
Na podstawie uchwały Rady Ministrów z 1948 r. o likwidacji towarzystw kredytowych zniesiono Poznańskie Ziemstwo Kredytowe.